# 小行星8269
小行星8269（8269 Calandrelli）是一颗绕太阳运转的小行星，为主小行星带小行星。该小行星于1988年8月17日发现。

## 轨道参数
小行星8269的轨道半长轴为2.5552128 UA，离心率为0.210。